# 椎木巧
椎木 巧（しいき たくみ、1948年3月20日 - ）は、日本の政治家。山口県大島郡周防大島町長（3期）。

## 来歴
1948年（昭和23年）生まれ。山口県周防大島町出身。
1966年に旧大島郡橘町へ入庁。旧橘町総務課長を経て、2002年に大島郡合併協議会事務局次長となり、大島郡４町の合併に携わる。
2004年に周防大島町が誕生した後、総務部長、副町長を歴任。
2008年10月26日に行われた周防大島町長に無所属で出馬。元町議黒田壇豊、旧久賀町長大田敬三郎を破り初当選した。投票率は47.43％。
2020年6月23日、任期満了に伴う町長選に立候補せず、今期限りで勇退する意向を明らかにした。